# Monster Magnet
Monster Magnet ist eine Rockband, die 1989 in New Jersey gegründet wurde. Sie wurde nach eigenen Angaben von diversen Bands wie z. B. Hawkwind, MC5 und Krautrock-Bands wie Amon Düül beeinflusst. Anfangs experimentierte sie mit den Richtungen Punk, Space Rock und Psychedelic Rock. In New Jersey gehörten sie zu einer Underground-Stonerrock-„Familie“, gemeinsam mit Bands wie Black Nasa, Lord Sterling, The Atomic Bitchwax und Gallery of Mites.

## Bandgeschichte
Die erste EP mit dem Line-up Dave Wyndorf, Tim Cronin, John McBain, Joe Calandra und Jon Kleiman brachte die deutsche Firma Glitterhouse heraus. Nach dem Erfolg der EP unterschrieben Monster Magnet einen Vertriebsvertrag beim US-Label Caroline Records, das später sowohl die zweite EP Tab mit Aufnahmen, die schon vor dem ersten Album entstanden waren, als auch das erste volle Album der Band, Spine of God in den USA veröffentlichte. In Deutschland und Europa erschienen diese Veröffentlichungen weiter bei Glitterhouse. Nach eigenen Angaben verdanken Monster Magnet ihre Inspirationen größtenteils psychedelischen Drogen und den Spacerock-Begründern Hawkwind. Mit Spine of God ließen sie den Krautrock noch einmal aufleben, legten den Grundstein für den Stoner Rock und ritten mit auf der Grungewelle, die zuvor von Bands wie Soundgarden und Nirvana losgetreten wurde. Bei der Tour zu diesem Album kam Ed Mundell als neuer Gitarrist hinzu. Er ersetzte John McBain. Spine of God wurde von Kritikern gelobt und gilt heute als Klassiker des Stoner-Rock-Genres.
1993 wechselten Monster Magnet erneut die Plattenfirma, diesmal unterschrieben sie einen Vertrag bei A&M Records. Unter diesem Label brachten sie im selben Jahr das vom Spacerock beeinflusste Album Superjudge heraus (u. a. mit dem Hawkwind-Cover Brainstorm). 1995 wurde das durch Black Sabbath inspirierte Stoner-Rock-Album Dopes to Infinity veröffentlicht. Der Song Negasonic Teenage Warhead erlangte Mitte der Neunziger eine recht hohe Popularität in Diskotheken. Zur Tour des Albums Dopes to Infinity musste Dave Wyndorf infolge seines Drogenkonsums in ein Krankenhaus eingeliefert werden und schwebte kurzzeitig in Lebensgefahr.
Die Arbeiten am folgenden Album begannen nach längerer Pause in Las Vegas. Dort inspirierten Dave Wyndorf Sex, Geld und Drogen der versnobten Spielergesellschaft in Las Vegas. Mit Phil Caivano, der früher mit Wyndorf bereits bei Shrapnel spielte, trat der Band ein weiterer Gitarrist bei.
Mit dem Powertrip-Album im Jahr 1998 und der offenkundigen Drogenabstinenz Wyndorfs kehrte die Band ihrer psychedelischen Vergangenheit den Rücken zu und orientierte sich am „straighten“ Rock und Heavy-Metal-Einflüssen. Die Bühnenperformance Wyndorfs, welche den „straighten“ Rock prägt und der neue Stil der Gruppe machten das Powertrip-Album zum bisher erfolgreichsten Album der Gruppe. Die Single Space Lord war international in mehreren Charts vertreten. Nachdem das Album God Says No von Fans als mittelmäßig wahrgenommen wurde, wechselten Monster Magnet zu der kleineren Plattenfirma SPV und entließen John Kleiman und Joe Calandra, die durch den Bassisten Jim Baglino (Lord Sterling) sowie den Schlagzeuger Bob Pantella (welcher jedoch noch nicht auf dem Album Monolithic Baby! spielte) ersetzt wurden. Kurz vor dem Wechsel des Labels veröffentlichte die bisherige Firma A & M ein Greatest-Hits-Album.
Im Februar 2004 erschien das Album Monolithic Baby!, welches sozialkritische und politische Aussagen enthält. Das Album und die Singleauskopplung Unbroken verkauften sich erfolgreich. Im April 2005 gaben Monster Magnet bekannt, dass der langjährige Gitarrist Phil Caivano nicht mehr länger bei Monster Magnet spielen werde. Während die Band auf der Suche nach einem neuen Gitarristen war, übernahm Dave Wyndorf die zweite Gitarre. Seit der Tour 2008 ist Phil Caivano jedoch wieder reguläres Mitglied der Band.
Am Abend des 27. Februars 2006 musste Dave Wyndorf nach einer Überdosis Drogen erneut in ein Krankenhaus eingeliefert werden. Die anstehende Tour wurde abgesagt. Es war erst wieder über ein Jahr später, ca. Mitte 2007, von ihm zu hören.
Das Album 4-Way Diablo wurde im November 2007 veröffentlicht. Auf dem Album befindet sich unter anderem auch eine Coverversion des Rolling Stones-Songs 2000 Light Years From Home. Der Sound auf diesem Album geht wieder mehr in Richtung Stoner Rock und besinnt sich auf die psychedelischen Wurzeln der Band.
Monster Magnet wollten zunächst vom Touren absehen und sich der Arbeit an neuem Songmaterial widmen. Sie begründeten dies mit den Strapazen, die mit einer Tour verbunden sind. Allerdings spielte die Band im Sommer 2008 auf einigen Festivals (in Deutschland z. B. auf dem Southside- und dem Hurricane-Festival) und ging Ende 2008 doch auf Tour.

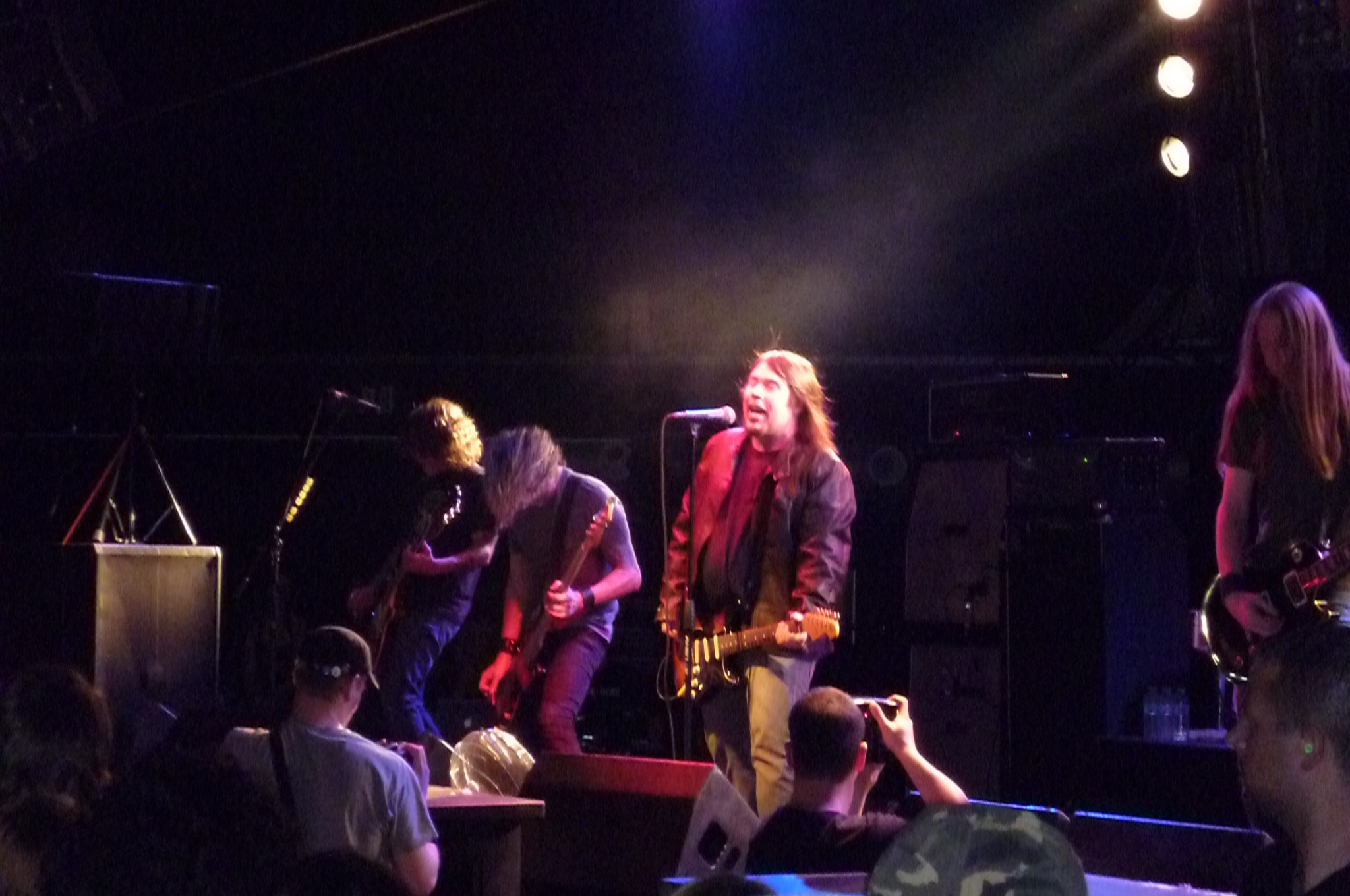
Monster Magnet in Saarbrücken (2010)

Im April 2010 wurde ein neues Album angekündigt. Es erschien im Oktober 2010 bei dem Label Napalm Records und trägt den Titel Mastermind. Nach einigen vereinzelten Auftritten im Sommer dieses Jahres tourte die Band im November und Dezember 2010 durch Europa.
Vor der Wintertour 2010 stieg der Leadgitarrist Ed Mundell überraschend nach 18 Jahren bei Monster Magnet aus. Mundell trennte sich von der Band nicht im Streit, und er hält sich eine erneute Zusammenarbeit offen. Die Gitarrenparts auf dem Album Mastermind wurden allerdings noch von ihm eingespielt.
Ed Mundell wurde seit der Tour 2010 von Garret Sweeny ersetzt, welcher zu dieser Zeit auch wie Bob Pantella bei Riotgod spielte.
Zum Jahresende 2011 ging die Band für fünf Auftritte in Deutschland auf eine Dopes to Infinity-Club-Tour. Hier wurden alle Lieder des Albums von 1995 gespielt sowie einige Klassiker. Auf dem Programm standen die Städte Berlin, Karlsruhe, Hannover, Hamburg und München.
Der Drummer der Band, Bob Pantella, ließ in einem Interview im Januar 2012 verlauten, dass die Band noch dieses Jahr Arbeiten zu einem neuen Album aufnehmen werde.
Im November und Dezember 2012 ging die Band auf Europa-Tour, um erneut eines ihrer alten Alben durchzuspielen. Dabei wurde Spine of God in Reihenfolge wie auf dem Tonträger aufgeführt, ergänzt um Zugaben von den beiden vorangegangenen EPs Monster Magnet und Tab.
Für Oktober 2013 wurde das elfte Studioalbum der Band angekündigt, welches den Namen Last Patrol trägt und auf dem neun Lieder enthalten sind. Dave Wyndorf beschreibt das Album auf der offiziellen Homepage als „psychedelischen Space Rock mit einem Garage Rock Feeling der 60er“. Das Album enthält außerdem eine Coverversion von Donovans Three Kingfishers. Neben dem Album wurde die erste volle US-Tour der Band seit 10 Jahren angekündigt.
Jim Baglino, der langjährige Bassist der Band, verlässt im Oktober 2013 aus persönlichen Gründen Monster Magnet. Als neuer Bassist wurde Chris Kosnik verpflichtet, der wie Bob Pantella auch bei Atomic Bitchwax spielt.
Von Last Patrol erscheint im November 2014 eine überarbeitete Version als eigenständiges Album unter dem Titel Milking the Stars: a Re-Imagining of Last Patrol mit vier neuen Stücken, neu arrangierten Tracks von Last Patrol sowie zwei Live-Aufnahmen, welche in Brüssel aufgenommen wurden. Dave Wyndorf zufolge stellt dies einen alternativen Entwicklungsstrang von Last Patrol dar. Einige Lieder, die dort düster klangen, sollen jetzt fröhlich sein, manche wie anno 1968 klingen.
Analog hierzu erscheint im Herbst 2015 eine Redux-Version des 2010 erschienenen Mastermind-Albums unter dem Titel Cobras and Fire (The Mastermind Redux), wobei der Albumtitel ein Zitat aus dem Song Hallucination Bomb darstellt. Dieses Album soll viel weniger nach Classic Rock klingen, dafür viel psychedelischer sein, enthält Instrumente wie Piano, Orgel oder Sitar und wurde von Phil Caivano co-produziert.
Für den 23. März 2018 wurde das Album Mindfucker angekündigt, welches – im Gegensatz zu den eher psychedelischen Alben zuvor – im „Detroit-Style“ stark von MC5 und den Stooges beeinflusst sein soll. Es ist das elfte Album der Band und erschien erneut bei Napalm Records. Darüber hinaus gingen Monster Magnet im Mai 2018 wieder auf Europa-Tour, unter anderem auf dem Desertfest. Im September und Oktober 2018 wurde eine lang erwartete Nordamerika-Tour durchgeführt, auf die ab Januar 2019 eine Europa-Tournee folgte. Für Sommer 2019 geplante Festival-Auftritte mussten abgesagt werden, da Sänger Dave Wyndorf so erkrankte, dass sofortige Behandlung nötig war.

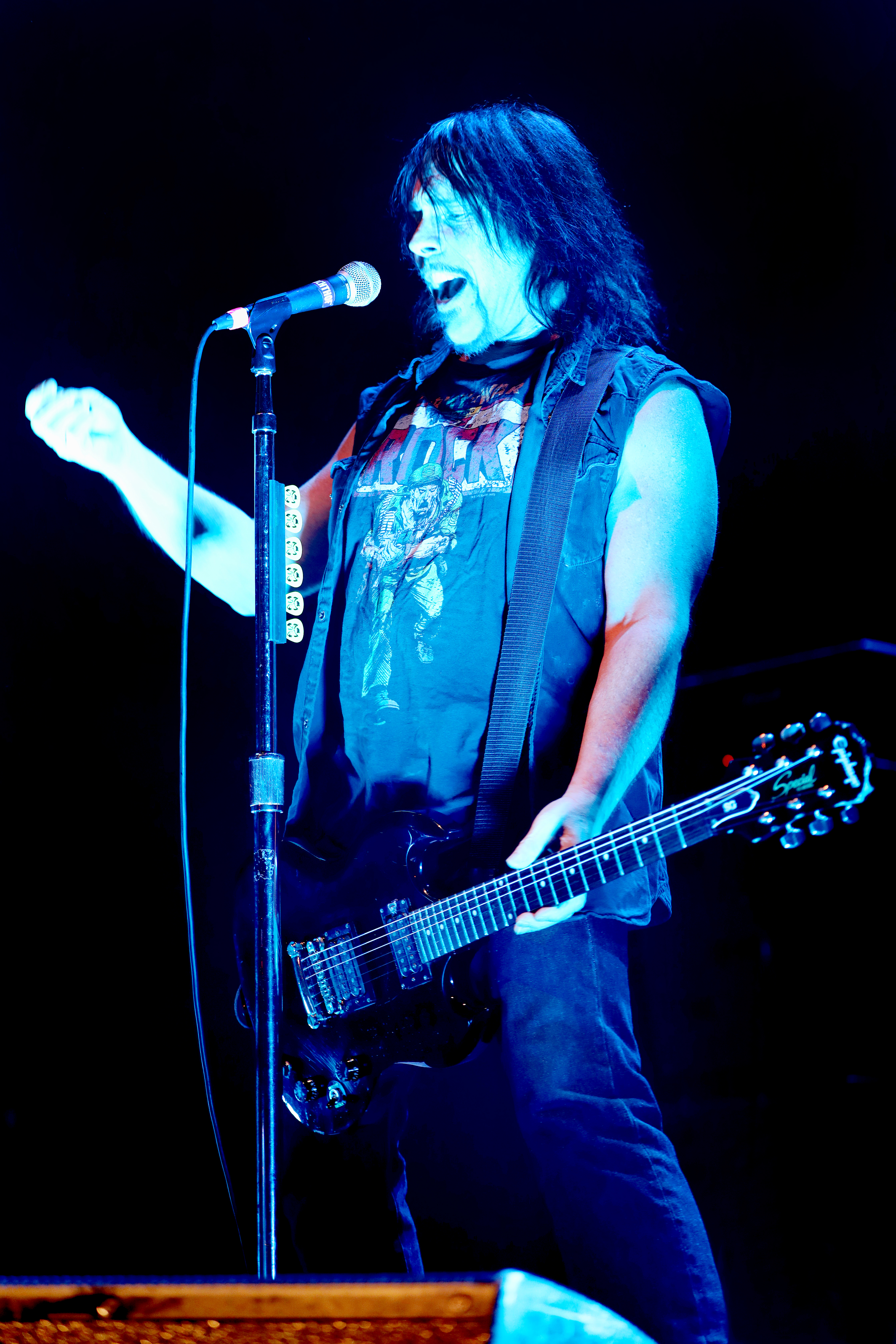
Sänger Dave Wyndorf bei einem Konzert in Wiesbaden (2020)

2020 startete die Band im Februar mit einer ausgedehnten Europa-Tour, in der das komplette Hit-Album Powertrip bis auf den Song 19 Witches aufgeführt wurde. Im März sollte die Band mit dem Album Powertrip auch auf USA-Tour gehen, die wegen der COVID-19-Pandemie nicht stattfinden konnte. Seit der Europa-Tour wurde Chris Kosnik durch Alec Morton ersetzt, welcher mit dem Drummer der Band, Bob Pantella, 1989 bei der Band Raging Slab spielte. Im Mai 2021 wurde ein neues Album A better Dystopia veröffentlicht, welches ausschließlich Cover-Versionen von eher unbekannten Künstlern enthält, die für die Band musikalisch relevant sind, beispielsweise Coverversionen von Hawkwind, Dust. Poo-Bah oder Pentagram. Die für 2022 angekündigte Tour, die im Mai/Juni erfolgen sollte, musste wegen einer Rückenverletzung von Dave Wyndorf abgesagt werden, die er sich beim Fahrrad fahren zugegezogen hat
Am 11. November 2022 erschien mit Test Patterns: Vol. 1 auf God Unknown Records eine 12' Vinyl. Diese EP enthält einen Remix des Stückes Tab von John McBain von 2021, außerdem eine originale Demoversion des Songs, welche 1988 aufgenommen und auf Forget About Life, I’m High On Dope 1989 veröffentlicht wurde. 2023 wurde eine Europa-Sommertour in den Monaten Juni/Juli abgehalten, welche die Band auch auf große Festivals, führte wie z. B. auf dem Graspop.
Die für September und Oktober 2024 angekündigte, für einen Monat geplante ausgedehnte Europatour musste nach der Hälfte der Auftritte aufgrund von gesundheitlichen Problemen Dave Wyndorfs abgesagt werden.

## Trivia
- Der Name „Monster Magnet“ stammt von einem amerikanischen Spielzeug aus den 60ern.
- Dave Wyndorf besaß einen Comic-Buchladen, als er die Band gründete.
- Look to Your Orb for the Warning ist auf dem Soundtrack zum Film Matrix enthalten.
- Der Song Live for the Moment ist der Theme Song des WWE-Wrestlers Matt Hardy.
- Der Song Silver Future ist auf dem Soundtrack zu Heavy Metal: F.A.K.K.² zu finden.
- Der Charakter Negasonic Teenage Warhead im Film Deadpool ist dem Charakter im Musikvideo zu Negasonic Teenage Warhead von Monster Magnet nachempfunden.

## Diskografie

### Studioalben
| Jahr | Titel Musiklabel                 | Höchstplatzierung, Gesamtwochen, AuszeichnungChartplatzierungen (Jahr, Titel, Musiklabel, Platzierungen, Wochen, Auszeichnungen, Anmerkungen) | Höchstplatzierung, Gesamtwochen, AuszeichnungChartplatzierungen (Jahr, Titel, Musiklabel, Platzierungen, Wochen, Auszeichnungen, Anmerkungen) | Höchstplatzierung, Gesamtwochen, AuszeichnungChartplatzierungen (Jahr, Titel, Musiklabel, Platzierungen, Wochen, Auszeichnungen, Anmerkungen) | Höchstplatzierung, Gesamtwochen, AuszeichnungChartplatzierungen (Jahr, Titel, Musiklabel, Platzierungen, Wochen, Auszeichnungen, Anmerkungen) | Höchstplatzierung, Gesamtwochen, AuszeichnungChartplatzierungen (Jahr, Titel, Musiklabel, Platzierungen, Wochen, Auszeichnungen, Anmerkungen) | Anmerkungen                            |
| Jahr | Titel Musiklabel                 | DE | AT | CH | UK | US | Anmerkungen                            |
| ---- | -------------------------------- | --- | --- | --- | --- | --- | -------------------------------------- |
| 1991 | Spine of God Caroline Records    | — | — | — | — | — | Erstveröffentlichung: 6. Dezember 1991 |
| 1993 | Superjudge A&M Records           | — | — | — | — | — | Erstveröffentlichung: 6. April 1993    |
| 1995 | Dopes to Infinity A&M Records    | DE30 (11 Wo.)DE | — | — | UK51 (1 Wo.)UK | — | Erstveröffentlichung: 21. März 1995    |
| 1998 | Powertrip A&M Records            | DE21 (17 Wo.)DE | — | — | UK65 (1 Wo.)UK | US97 Gold · (23 Wo.)US | Erstveröffentlichung: 16. Juni 1998    |
| 2000 | God Says No A&M Records          | DE17 (4 Wo.)DE | — | — | UK94 (1 Wo.)UK | US153 (1 Wo.)US | Erstveröffentlichung: 10. April 2000   |
| 2004 | Monolithic Baby! SPV             | DE13 (6 Wo.)DE | AT46 (3 Wo.)AT | — | UK91 (1 Wo.)UK | — | Erstveröffentlichung: 25. Mai 2004     |
| 2007 | 4-Way Diablo SPV                 | DE81 (1 Wo.)DE | — | — | — | — | Erstveröffentlichung: 6. November 2007 |
| 2010 | Mastermind Napalm Records        | DE38 (2 Wo.)DE | AT70 (1 Wo.)AT | CH84 (1 Wo.)CH | — | US165 (1 Wo.)US | Erstveröffentlichung: 27. Oktober 2010 |
| 2013 | Last Patrol Napalm Records       | DE29 (1 Wo.)DE | AT50 (1 Wo.)AT | CH44 (1 Wo.)CH | — | US188 (1 Wo.)US | Erstveröffentlichung: 15. Oktober 2013 |
| 2018 | Mindfucker Napalm Records        | DE19 (2 Wo.)DE | AT29 (1 Wo.)AT | CH29 (1 Wo.)CH | — | — | Erstveröffentlichung: 23. März 2018    |
| 2021 | A Better Dystopia Napalm Records | DE10 (3 Wo.)DE | AT22 (1 Wo.)AT | CH25 (1 Wo.)CH | — | — | Erstveröffentlichung: 21. Mai 2021     |

### Kompilationen
- 1995: It’s a Satanic Drug Thing...You Wouldnt Understand
- 2003: Greatest Hits
- 2007: The Best of Monster Magnet – The Millennium Collection
- 2012: Space Lords

### EPs
- 1990: Monster Magnet
- 1991: Tab
- 2001: Love Monster
- 2022: Test Patterns: Vol. 1

### Singles
| Jahr | Titel Album                                 | Höchstplatzierung, Gesamtwochen, AuszeichnungChartsChartplatzierungen (Jahr, Titel, Album, Platzierungen, Wochen, Auszeichnungen, Anmerkungen) | Anmerkungen                         |
| Jahr | Titel Album                                 | UK | Anmerkungen                         |
| ---- | ------------------------------------------- | --- | ----------------------------------- |
| 1995 | Negasonic Teenage Warhead Dopes to Infinity | UK49 (2 Wo.)UK | Erstveröffentlichung: 1995          |
| 1995 | Dopes to Infinity                           | UK58 (2 Wo.)UK | Erstveröffentlichung: 1995          |
| 1999 | Powertrip                                   | UK39 (2 Wo.)UK | Erstveröffentlichung: 1998          |
| 1999 | Space Lord Powertrip                        | UK45 (2 Wo.)UK | Erstveröffentlichung: 16. Juni 1998 |

Weitere Singles
- 1990: Lizard Johhny
- 1990: Murder
- 1992: Evil
- 1993: Twin Earth
- 1993: Cyclops Revolution
- 1993: Face Down
- 1993: Cage Around the Sun
- 1995: Dead Christmas
- 1995: Look to Your Orb for the Warning
- 1998: Let It Ride
- 1999: See You in Hell
- 1999: Temple of Your Dreams
- 2000: Silver Future
- 2001: Heads Explode
- 2001: Melt
- 2004: Unbroken (Hotel Baby)
- 2004: Monolithic
- 2007: Wall of Fire
- 2010: Gods and Punks
- 2011: 100 Million Miles
- 2013: Mindless Ones
- 2013: The Duke (of Supernature)
- 2018: Mindfucker
- 2018: Ejection
- 2021: Mr. Destroyer